# Michel Stockhem
Michel Stockhem est un musicologue, organiste, claveciniste et pianiste belge, né à Bruxelles le 13 mai 1964.

## Biographie
Michel Stockhem est musicologue, diplômé de l'Université libre de Bruxelles, licencié en histoire de l’art et archéologie avec mention musicologie, et musicien, formé au Conservatoire royal de Bruxelles. 
Lauréat du Concours universitaire de la communauté française en 1987, il a publié de nombreuses études musicologiques tout en conservant une pratique régulière de musicien, comme organiste, claveciniste et pianiste. 
Actif dans la production discographique, il a aussi collaboré fréquemment avec La Deux et La Trois. Il a été successivement directeur des concerts de l’Orchestre philharmonique royal de Liège et directeur des labels Cypres et Fuga Libera. 
De 1992 à 2012, il a été professeur d’histoire de la musique au Conservatoire royal de Bruxelles, avant de se voir confier la direction du Conservatoire royal de Mons et de l'école supérieure des arts Arts².

## Publications
- Le duo Eugène Ysaÿe-Raoul Pugno, Bulletin de la Société liégeoise de musicologie, 1988.
- Lettres d'Ernest Chausson à Eugène Ysaÿe, Revue belge de musicologie, 1988.
- Le Quatuor à cordes opus 35 de Vincent d'Indy: rôle des amitiés belges dans la genèse et la propagation d'une œuvre, Congrès de Namur, Namur, 1988.
- Eugène Ysaÿe compositeur, in: Ysaÿe ou le dernier romantique, par Maxime Benoit-Jeannin, Paris, Belfond, Bruxelles, Le Cri, 1989.
- Adolphe Biarent, Charleroi, CGER, 1989.
- Eugène Ysaÿe et la musique de chambre, Liège, Mardaga, 1990, 288 pages[4].  (ISBN 2-87009-399-3)
- La Reine Elisabeth et la vie musicale belge, avec José Quintin, Anvers, Bruxelles, Fonds Mercator, 1990.
- La Sonate de César Franck: interprétation et tradition, Revue belge de musicologie, 1991[5].
- Armand Parent, Brahms et la France, Revue belge de musicologie, 1992.
- La Chapelle musicale Reine Elisabeth, Duculot, 1993.
- Joseph Gehot (1756-1820), un musicien et virtuose bruxellois à l’époque de Mozart, Bulletin de la Société liégeoise de musicologie, 1993.
- Belgique fin de siècle, dirigé par Philippe Roberts-Jones, Paris, Flammarion, 1993.
- Le premier centenaire de Mozart en France et en Belgique, ou de la difficulté d’être suranné, in: Mozart, origines et transformations d’un mythe, par Jean-Louis Jam, Editions scientifiques européennes, 1993.
- Le Concours musical international Reine Elisabeth de Belgique, in: Au bonheur des musiciens, 150 ans de vie musicale à Bruxelles, Tielt, Bruxelles, Lannoo, Société Philharmonique, 1997.
- Maurice Kufferath: un archétype de guide musical, in: Von Wagner zum Wagnérisme, Musik, Literatur, Kunst, Politik, par Annegret Fauser et Manuela Schwartz, Leipzig, Leipziger Universitätsverlag, 1999.
- Introduction aux six sonates pour violon seul d’Eugène Ysaÿe, Munich, Henle Verlag, 2004.
- Vincent d’Indy en Belgique: réseaux et influences, in: Vincent d’Indy et son temps, par Manuela Schwartz, Sprimont, Mardaga, 2006.